# Campionato mondiale militare di scherma 1993
Il Campionato mondiale militare di scherma del 1993 ("1993 World Military Fencing Championships") è stato organizzato dalla Federazione internazionale della scherma e si è svolto a Mosca in Russia dal 1º all'8 settembre.
Nel fioretto, si sono aggiudicati i titoli di campione e campionessa mondiale militare i russi Dimitri Chevtchenko, e Svetlana Boiko.
Nella spada ha vinto il titolo maschile il bielorusso Vital' Zacharaŭ, mentre tra le donne è prevalsa la bielorussa Marina Grigorian.
Nella sciabola ha vinto il titolo maschile il russo Mikhail Aleksandrov.
Nel campionato mondiale militare a squadre maschili, il titolo del fioretto è andato alla nazionale italiana, mentre la nazionale russa ha vinto nella spada, ed infine la nazionale italiana si è aggiudicata la sciabola.
Nel campionato mondiale militare a squadre femminili, il titolo del fioretto è andato alla nazionale russa, mantre la Bielorussia ha vinto nella spada.

## Podi

### Uomini
| Specialità  | Oro                 | Argento | Bronzo |
| Individuali |                     |         |        |
| Fioretto    | Dimitri Chevtchenko | -       | -      |
| Spada       | Vital' Zacharaŭ     | -       | -      |
| Sciabola    | Mikhail Aleksandrov | -       | -      |
| A squadre   |                     |         |        |
| Fioretto    | Italia -            | -       | -      |
| Spada       | Russia -            | -       | -      |
| Sciabola    | Italia -            | -       | -      |

### Donne
| Specialità  | Oro                            | Argento | Bronzo |
| Individuali |                                |         |        |
| Fioretto    | Svetlana Boiko                 | -       | -      |
| Spada       | Marina Grigorian               | -       | -      |
| A squadre   |                                |         |        |
| Fioretto    | Russia Svetlana Boiko -        | -       | -      |
| Spada       | Bielorussia Marina Grigorian - | -       | -      |